# シボラ郡 (ニューメキシコ州)
シボラ郡（Cibola County）は、アメリカ合衆国ニューメキシコ州にある郡。人口は2万7172人（2020年）。郡庁所在地はグランツ。1981年6月19日にできたニューメキシコで最も新しい郡で、ヴァレンシア郡の西端の5分の4が分けられた。郡の名前は、シボラの7都市伝説にちなんだ。

## 地理
総面積は11,763 km² (4,542 mi² )。陸地面積は11,756 km² (4,539 mi²)で、水面積は6 km² (2 mi²)で全体の0.06%である。

## 近接する郡
- マッキンリー郡 (ニューメキシコ州) - 北
- サンドヴァル郡 (ニューメキシコ州) - 北東
- ベルナリオ郡 (ニューメキシコ州) - 東
- ヴァレンシア郡 (ニューメキシコ州) - 東
- ソコロ郡 (ニューメキシコ州) - 南東
- カトロン郡 (ニューメキシコ州) - 南
- アパッチ郡 (アリゾナ州) - 西

## 人口統計
以下は2000年の国勢調査における人口統計データである。
基礎データ
- 人口: 25,595人
- 世帯数: 8,327世帯
- 家族数: 6,278家族
- 人口密度: 2/km² (6/mi²）
- 住居数: 10,328軒
- 住居密度: 1/km² (2/mi²)

人種別人口構成
- 白人: 39.61%
- アフリカン・アメリカン: 0.96%
- ネイティブアメリカン: 40.32%
- アジア人: 0.38%
- 太平洋諸島系:0.05%
- その他の人種: 15.44%
- 混血(2人種間以上の): 3.24%
- ヒスパニック・ラテン系: 33.42%

世帯と家族（対世帯数）
- 全世帯数: 8,327世帯
- 18歳未満の子供がいる:38.00%
- 結婚・同居している夫婦: 50.60%
- 未婚・離婚・死別女性が世帯主: 18.30%
- 非家族世帯: 24.60%
- 単身世帯: 21.10%
- 65歳以上の老人1人暮らし: 7.30%
- 平均構成人数
  - 世帯: 2.95人
  - 家族: 3.41人

年齢別人口構成
- 18歳未満: 30.70%
- 18-24歳: 9.60%
- 25-44歳: 27.50%
- 45-64歳: 21.50%
- 65歳以上: 10.70%
- 年齢の中央値: 33歳
- 性比（女性100人あたり男性の人口）
  - 総人口: 95.50人
  - 18歳以上: 92.20人

収入と家計
- 収入の中央値
  - 世帯: 27,774米ドル
  - 家族: 30,714米ドル
  - 性別
    - 男性: 27,652米ドル
    - 女性: 20,078米ドル
- 人口1人あたり収入: 11,731米ドル
- 貧困線以下
  - 対家族: 21.50%
  - 対人口: 24.80%
  - 18歳未満: 32.00%
  - 65歳以上: 17.70%

## 市と村
- グランツ
- Milan

## 未編入エリア
- Acomita Lake
- Encinal
- Laguna
- Mesita
- North Acomita Village
- Paguate
- Paraje
- Pinehill
- Seama
- Skyline-Ganipa